# Snowplow-Spiel
Das Snowplow Game (englisch für Schneepflug-Spiel) war ein Footballspiel in der National Football League zwischen den Miami Dolphins und den New England Patriots. Es fand am 12. Dezember 1982 im Schaefer Stadium in Foxborough, Massachusetts statt. Die Patriots konnten mit 3:0 gewinnen.
Die Partie wurde während eines für die Neuengland-Staaten üblichen großen Blizzard ausgetragen und das ganze Spielfeld war mit Schnee bedeckt. Das Spiel blieb bis ins letzte Viertel punktelos. Bei nur noch 4 Minuten und 45 Sekunden Spielzeit schickte der damalige Cheftrainer der Patriots, Ron Meyer, Mark Henderson mit seinem Schneepflug auf das Spielfeld, um dem Kicker John Smith einen kleinen Platz vom Schnee zu befreien, um ein Field Goal zu ermöglichen, welches Smith dann auch erzielte. Dies brachte den Patriots die drei Punkte zum Sieg ein. Im Jahr darauf verbot die NFL das Benutzen von Schneepflügen.